# プラーナ文献

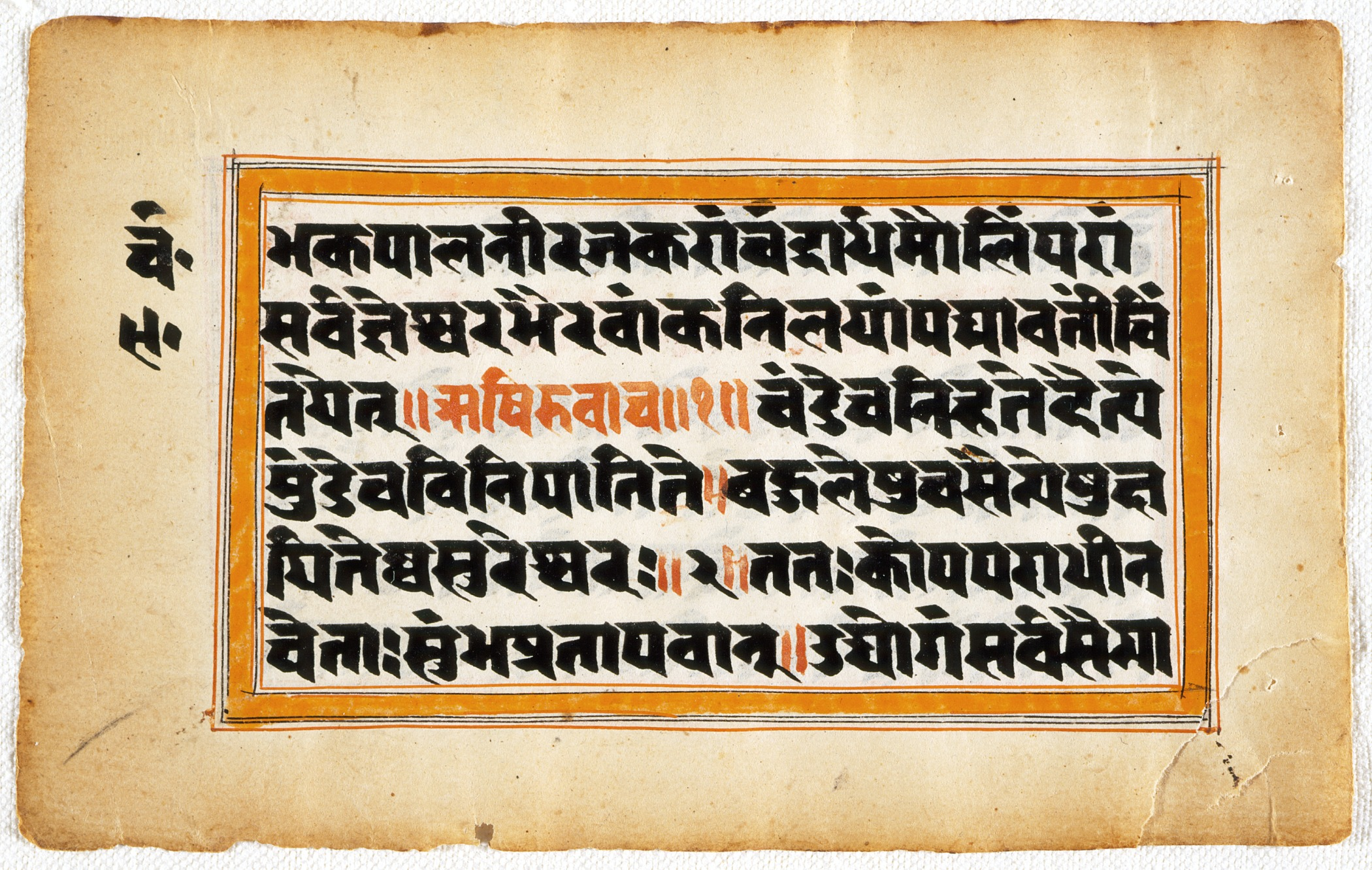
バーガヴァタ・プラーナの写本
（18世紀後半）

プラーナ文献若しくはプラーナ(पुराण purāṇa) とは、サンスクリットのプラーナム・アーキヤーナム (पुराणमाख्यानम् purāṇamākhyānam)すなわち「古き物語」を意味する言葉の略称で呼称される一群のヒンドゥー聖典の総称である。
内容は、ヒンドゥー教諸神の神話・伝説、賛歌、祭式など、また宗派神崇拝のための斎戒儀礼や巡礼地の縁起、祖霊祭、神殿・神像の建立法、カースト制度、住期の義務、さらには哲学思想、医学、音楽など、ヒンドゥー教のあらゆる様相を示す百科全書とも言うべき広がりを見せている。

## 概要
プラーナは「第5のヴェーダ」とも呼ばれ、その多くの著述を、天の啓示を受けてこれらを伝え、『マハーバーラタ』の著述者でもあるとされる伝説上のリシ(聖仙)ヴィヤーサ (Vyāsa) のものとする。いくつかのプラーナではヴィヤーサよりもずっと後の歴史について語られることもあるが、それらは「予言」として扱われる。
古いバラモン教の文献及び法典のなかで、通常イティハーサ (itihāsa) とともに言及され、前5世紀の語源学者ヤースカも「古伝書の流れをくむ輩」の見解に触れ、後代の注釈家は、これを「プラーナの知者」「プラーナの流れをくむ輩」と注するから、古くヴェーダ解釈者の中に、このような一群の人々の存在が推定される。
6世紀頃の辞典『アマラコーシャ』などにみられる古典的定義によれば、プラーナにはパンチャ・ラクシャナ(pañcalakṣaṇa)つまり以下の五つの主題が備わっているとされる。
創造 (sarga)
宇宙の創造
再創造 (pratisarga)
宇宙の周期的な破壊と再生
系譜 (vaṃśa)
神々と聖仙の系譜
マヌの劫期 (manvantara)
人祖マヌより描かれる人類史
王朝史 (vaṃśānucarita)
日種族・月種族の家系に至る諸王朝の歴史
ただし、これらはむしろプラーナの原型・古型となった古史古伝の特徴と考えるべきで、現存のプラーナにはこうした要素は一部しか、また少ししか含まないものもある。
現存のプラーナは、叙事詩と同様、主としてシュローカ(śloka)と呼ばれる平易な16音節2行の詩型で書かれ、古典サンスクリットの文法には合わない形も多い。

## 歴史
歴史的には、当初は、バラモン教時代に伝えられた神々やリシ、太古の諸王に関する神話・伝説・説話だったと考えられている。
これらの古史古伝は、ヴェーダの伝承者とは別に存在したとされるスータ (sūta) と呼ばれる吟遊詩人、弾唱詩人といった職業的語り部集団によって伝承された。
彼らは『ラーマーヤナ』や『マハーバーラタ』などの叙事詩の伝承集団とも近い関係にある一方、ヴェーダの祭式や解釈学、また法の成文化にも関わっていた。
やがて、バラモン教からヒンドゥー教へ変わっていく歴史の流れの中で、寺妓や巡礼地に集まる身分の低い僧職が台頭、彼らはヒンドゥー教のあらゆる要素を取り入れ、挿入、改竄を繰り返し、その素性、年代が極めて多様で、およそ4世紀から14世紀にかけて現在のプラーナを大成、定着させた。プラーナは、ヴェーダの補遺として女性やシュードラの教育を目的としたともいわれ、正統派のバラモンからは「ヴェーダ聖典を直接を学ぶ資格のない女性やシュードラ階級の為の聖典」と評されることもある。
たしかに、叙述の不統一や表現の法外な誇張がみられるが、これはヒンドゥー教の土俗的・民衆的側面を代表する文献としてのプラーナの性格を指したものであり、必ずしもその重要性を否定するものではない。古い伝承が保存されていることから、ヒンドゥー教の哲学・宗教の発達を知る手がかりのみならず、ひろく、宗教学・民俗学に貴重な資料を提示している。

## プラーナ文献の一覧
現存するプラーナ文献はいずれも18種類のプラーナの一覧を載せており、細かい出入りはあるが大体において同じである。これらは特に大プラーナ(mahāpurāṇa)と呼ばれることがある。下の一覧はその一例である。
1. ブラフマ・プラーナ
2. パドマ・プラーナ
3. ヴィシュヌ・プラーナ
4. ヴァーユ・プラーナ
5. バーガヴァタ・プラーナ（英語版）
6. ブリハンナーラディーヤ・プラーナ
7. マールカンデーヤ・プラーナ
8. アグニ・プラーナ
9. バヴィシュヤ・プラーナ
10. ブラフマヴァイヴァルタ・プラーナ
11. リンガ・プラーナ
12. ヴァラーハ・プラーナ
13. スカンダ・プラーナ
14. ヴァーマナ・プラーナ
15. クールマ・プラーナ
16. マツヤ・プラーナ
17. ガルダ・プラーナ
18. ブラフマーンダ・プラーナ

他のプラーナ文献に載せる一覧には『ヴァーユ・プラーナ』または『アグニ・プラーナ』がなく、かわりに『シヴァ・プラーナ』を含むものがある。ヴィンターニッツによれば、ここでいう『シヴァ・プラーナ』とは『ヴァーユ・プラーナ』の別名であって、現行の『シヴァ・プラーナ』とは別物である。また『バーガヴァタ・プラーナ』は現在のインドでもっともよく知られたプラーナだが、ここでいう『バーガヴァタ・プラーナ』をそれとは別の『デーヴィー・バーガヴァタ・プラーナ』のこととする説もある。
いくつかのプラーナ文献は他に副プラーナ(upapurāṇa)と呼ばれる別の18書をあげることもあるが、何を副プラーナとするかは文献によって一致しない。これらは時代の新しい文献で、とくに聖地の由来などを記した大量の「マーハートミヤ」と呼ばれる文献、「ストートラ」と呼ばれる賛歌、「カルパ」と呼ばれる祭儀に関する文献、「アーキヤーナ」と呼ばれる伝説集がプラーナとして扱われることがある。
『ハリヴァンシャ』は伝統的には『マハーバーラタ』の続編と見なされるために上記の18プラーナには含まれていないが、実際にはプラーナ文献の一種である。